# لوکاس ریمولدی
لوکاس ریمولدی (انگلیسی: Lucas Rimoldi؛ زادهٔ ۱۰ اوت ۱۹۸۰) بازیکن فوتبال اهل آرژانتین است.
از باشگاه‌هایی که در آن بازی کرده‌است می‌توان به باشگاه فوتبال جنوآ، باشگاه فوتبال فروزینونه، باشگاه فوتبال راسینگ کلوب آویاندا، و باشگاه فوتبال ایراکلیس ۱۹۰۸ اشاره کرد.